# 前鬼與後鬼

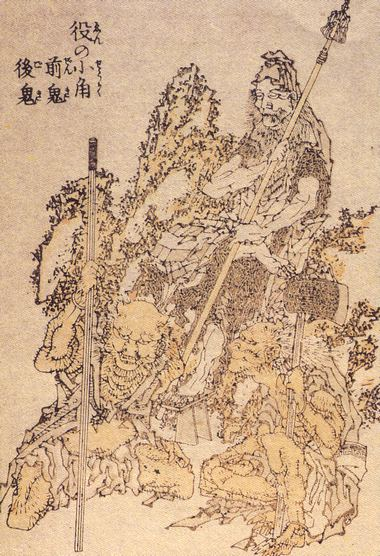
葛飾北齋《北齋漫畫》役小角（右上）、前鬼（右下）、後鬼（左下）

前鬼（日语：／ Zenki）與後鬼（／ Goki）是修驗道開祖役小角左右兩側隨侍的夫婦鬼。前鬼是夫，後鬼是妻。常出現在役小角的雕像或繪畫。

## 概要
前鬼也稱善童鬼，名為義覺或義學。後鬼也稱妙童鬼，名為義玄或義賢。被視為役小角的式神或弟子。
夫・前鬼是代表陽的赤鬼，手持鐵斧，如其名在役小角之前開路。現在的奈良縣吉野郡下北山村出身。
妻・後鬼是代表陰的青鬼，手持裝有理水（有靈力的水）的水瓶。現在的奈良縣吉野郡天川村出身。

## 傳承
原本住在生駒山地，因危害人類，被役小角以不動明王秘法捕縛。2人改心，跟隨役小角修行。役小角為將2人命名為義覺（義學）・義玄（義賢）。2人被捕的山稱作鬼取山或鬼取嶽，在現在的生駒市鬼取町。
據說前鬼之後成為天狗，即日本八大天狗或四十八天狗之一尊的大峰山前鬼坊（那智瀧本前鬼坊）。
前鬼和後鬼生有5子，稱作五鬼或五坊，5人各自成為五鬼繼、五鬼熊、五鬼上、五鬼助、五鬼童的5家之祖。

## 脚注
1. ↑  技とこころ　五鬼助　義之さん （页面存档备份，存于）、吉野地域日本遺産活性化 WEBサイト、吉野地域日本遺産活性化協議会

## 關連項目
- 生駒山
- 玄皓战记
- 日本動漫畫鬼神童子ZENKI：為該作品的主要角色
- 日本漫畫和輕小說失貞的新娘：為該作品的主角紅椿夜行的式神

## 外部連結
- 前鬼後鬼の話 （页面存档备份，存于） - 『役行者御一代記』金剛唯我著 （山本為三郎、1892年）